# 7-ма парашутна дивізія (Третій Рейх)
Не варто плутати з 7-ю повітряною дивізією Люфтваффе часів Другої світової війни
7-ма парашу́тна диві́зія (нім. 7. Fallschirmjäger-Division) — парашутна дивізія, елітне з'єднання в складі повітряно-десантних військ Німеччини, що брала участь у бойових діях за часів Другої світової війни. У період з серпня по 9 жовтня 1944 — парашутна дивізія «Ердман».

## Історія
7-ма парашутна дивізія сформована в серпні 1944 року, як «парашутна дивізія Ердман» за прізвищем її командира Вольфганга Ердмана. Основу дивізії становили навчальні та запасні підрозділи, що знаходилися в той час в районі Арнему (Голландія), а також залишки розгромлених десантних частин, що були відведені з районів боїв у Франції та Бельгії.
Дивізія брала участь у боях в ході операції «Маркет-Гарден», згодом перейменована на 7-му парашутну дивізію. До складу з'єднання входили 19-й, 20-й та 21-й парашутні та 7-й артилерійський полки.
Основні сили дивізії вели бойові дії на Західному фронті до кінця війни, доки врешті-решт не здалися в полон в районі Ольденбурга.

## Райони бойових дій
- Франція (жовтень — грудень 1944);
- Нідерланди та Німеччина (грудень 1944 — травень 1945).

## Склад дивізії
| Бойовий склад 7-ї пдд | |
| Постійні              | |
| 1939                  | - штаб дивізії; - 19-й парашутний полк (Fallschirm-Jäger-Regiment 19); - 20-й парашутний полк (Fallschirm-Jäger-Regiment 20); - 21-й парашутний полк (Fallschirm-Jäger-Regiment 21); - 7-й артилерійський полк (Fallschirm-Artillerie-Regiment 7); - 7-й протитанковий батальйон (Fallschirm-Panzer-Jäger-Abteilung 7); - 7-й зенітний батальйон (Fallschirm-Flak-Abteilung 7); - 7-й парашутно-розвідувальний батальйон (Fallschirm-Luftnachrichten-Abteilung 7); - 7-й саперний батальйон (Fallschirm-Pionier-Bataillon 7); - батальйон зв'язку; - транспортний батальйон; - санітарний батальйон. |
| Непостійні            | |
| травень 1941          | - 7-й мінометний дивізіон (Fallschirm-Granatwerfer-Abteilung 7); - 7-й запасний батальйон (Fallschirm-Feldersatz-Bataillon 7) |

## Командири дивізії
- генерал-лейтенант Вольфганг Ердманн (20 серпня 1944 — до кінця війни).